# Amorphinopsis filigrana
Amorphinopsis filigrana är en svampdjursart som först beskrevs av Schmidt 1862.  Amorphinopsis filigrana ingår i släktet Amorphinopsis och familjen Halichondriidae. Inga underarter finns listade i Catalogue of Life.